# Catedral de Nuestra Señora del Buen Viaje (Belo Horizonte)
La Catedral de Nuestra Señora del Buen Viaje (en portugués: Catedral Nossa Senhora da Boa Viagem), es un templo católico en Belo Horizonte (Brasil).
Desde principios del siglo XVIII, el territorio donde hoy está la Catedral de Nuestra Señora del Buen Viaje fue ocupado por edificios religiosos. En la época colonial, el «Corral del Rey», fue destruido para la construcción de Belo Horizonte, había una capilla con los muros de adobe, que fue sustituida años después por un conjunto más amplio.
El 12 de diciembre de 1897, la iglesia del Buen Viaje fue destruida, y en 1932, ya estaba edificada la actual iglesia.
La construcción comenzó en 1913, y el estilo elegido fue el estilo neogótico. El 11 de febrero de 1921, antes de que el trabajo terminase, la iglesia se transformó en una catedral de la arquidiócesis de Belo Horizonte. En 1924 se transformó en arzobispado.
La catedral fue consagrada a Nuestra Señora del Buen Viaje, a causa de una imagen tallada en madera, que era la protectora de un barco portugués llamado «Nuestra Señora del Buen Viaje». Esta imagen está en el lado derecho del altar de la catedral y su medida es de poco más de dos y medio metros de altura. El altar mayor está construido con mármol de Carrara.
El 2 de junio de 1977, la Catedral de la del Buen Viaje fue anulada por el Gobierno de Minas Gerais.